# رقم نقلی
رقم نقلی یا carry در علم حساب، رقمی است که در هنگام جمع از یک ستون از ارقام به ستون بعدی (پرارزش‌تر) از ارقام منتقل می‌شود. در عملیات تفریق این رقم با عنوان رقم قرضی یا borrow استفاده می‌شود و از ستون پرارزش‌تر به ستون کم‌ارزش‌تر منتقل می‌شود تا عملیات انجام پذیرد.

## مثال
|   | ۱ |
| ۴ | ۳ |
| ۸ | ۱ |
| ۲ | ۵ |

در اینجا از آن‌جا که ۱۲=۴+۸ می‌شود، عدد ۲ نوشته شده است و عدد ۱ به صورت رقم نقلی به ستون بعد داده شده است.